# Clifton Limburg
Clifton Limburg (6 januari 1970), in de Surinaamse volksmond bekend als Limbo, is een radio- en televisiepresentator. Hij was van 2017 tot 2020 directeur van het persbureau van de regering, het Nationaal Informatie Instituut.

## Biografie
Limburg werkte bij Sky Radio en Televisie waar hij het populaire programma Waakhond, een actualiteitenprogramma vergelijkbaar met het Nederlandse NOVA, en Bakana Tori Origineel (middag gesprek origineel) presenteerde. Limburg is kort na het aantreden van president Bouterse door hem benoemd tot perschef van het kabinet van de president. Hierdoor is hij de enige officiële woordvoerder van president Bouterse. Het was ook Bouterse die Limburg naar staatsradio (Radio SRS) overplaatste. Limburg verzorgt nu het programma Bakana Tori op Radio SRS, terwijl Clifton Braam hem vervangen heeft bij Bakana Tori Origineel van Sky Radio.
Limburg was ook woordvoerder van het kabinet van president Jules Wijdenbosch (1996-2000). Bij het aantreden van president Venetiaan in 2000 werd Limburg bedankt. Limburg ging toen werken bij radio Kankantri en later bij Sky Radio waar hij elke week, van maandag tot en met vrijdag om twee uur ’s middags, het programma Bakana Tori Origineel (BTO) verzorgde. In dit programma worden gebeurtenissen, meestal van politieke aard, kritisch geanalyseerd door Limburg. Luisteraars hebben ook de mogelijkheid om feedback te geven door te bellen naar de studio of om mailtjes of sms'jes te sturen. Het programma wordt grotendeels beluisterd door Surinamers van lage inkomensklasse. BTO wordt ook voornamelijk in het Sranantongo gepresenteerd.
Critici beschuldigden Limburg ervan dat hij de Nieuw Front-regeringen van 2000 tot en met 2010 extra hard zou hebben aangepakt vanwege zijn banden met de Nationale Democratische Partij (NDP). Limburg zelf ontkent politiek gelieerd te zijn en beschouwt zichzelf als neutraal. De objectiviteit van Limburg wordt sterk betwijfeld. Zo stond Limburg in 1996 op de kiezerslijst van de NDP. Ook zou hij in zijn programma zelden iets negatiefs zeggen over president Bouterse en de NDP. Als hij dat wel doet wordt het door velen geïnterpreteerd als schijnbeweging om mensen te doen geloven dat hij inderdaad neutraal is.
In april 2012 kwam Limburg negatief in het nieuws. Hij zou voor- en tegenstanders van de Amnestiewet tegen elkaar uitspelen door zijn uitspraken op de staatsradio. Hij zou ook journalisten van Apintie televisie en radio negatief hebben besproken. Ook zou hij luisteraars hebben opgehitst om journalist Gail Eyck van Apintie TV te intimideren.

Apintie eiste van vice-president Robert Ameerali dat Limburg zijn excuses aanbood. Limburg bood zijn excuses niet aan en zei: ‘Ik heb geen spijt van dingen die ik gezegd heb. Ik heb mijn mening gegeven en dat mag ik. Ik heb de mensen niet persoonlijk besproken’.
Hij was van 1 maart 2017 tot 17 augustus 2020 directeur-perschef van het Nationaal Informatie Instituut, het persbureau van de Surinaamse regering.